# دافلويفيل (كيبك)
دافلويفيل (بالإنجليزية: Daveluyville)‏ هي بلدية محلية في كيبيك تقع في كندا في Arthabaska Regional County Municipality. يقدر عدد سكانها بـ 966 نسمة ومساحتها 2.40 كم2 .